# Gmina Siennica
Die Gmina Siennica ist eine Stadt-und-Land-Gemeinde im Powiat Miński der Woiwodschaft Masowien in Polen. Ihr Sitz ist die gleichnamige Stadt, die zum 1. Januar 2024 ihr 1870 entzogenes Stadtrecht zurückerhielt.

## Gliederung
Zur Stadt-und-Land-Gemeinde (gmina miejsko-wiejska) Siennica gehören folgende Orte mit 39 Schulzenämtern (sołectwa):
Bestwiny
Borówek
Boża Wola
Budy Łękawickie
Chełst
Dąbrowa
Dłużew
Drożdżówka
Dzielnik
Gągolina
Grzebowilk
Kąty
Kośminy
Krzywica
Kulki-Ptaki
Lasomin
Łękawica
Majdan
Nowa Pogorzel
Nowe Zalesie
Nowodwór
Nowodzielnik
Nowy Starogród
Nowy Zglechów
Pogorzel
Siennica I
Siennica II
Siennica III
Siodło
Starogród
Strugi Krzywickie
Swoboda
Świętochy
Wojciechówka-Julianów
Wólka Dłużewska
Zalesie
Zglechów
Żaków
Żakówek
Ein weiterer Ort der Gemeinde ohne Schulzenamt ist Wiśniówka.